# IL Tyrving
IL Tyrving, czyli Idrettslaget Tyrving – norweski klub sportowy z miasta Sandvika, założony 18 czerwca 1922 roku. Ma sekcje lekkoatletyczną i biegu na orientację.
Klub swoją siedzibę ma na Nadderud Stadion. Gości na nim corocznie Tyrvinglekene, największe zawody lekkoatletyczne w Norwegii. Klub gościł też jedną międzynarodową imprezę lekkoatletyczną - I ligę Pucharu Europy w 2000 roku.
Najbardziej znani członkowie klubu to:
- Berit Berthelsen - zwyciężczyni dwóch Halowych Mistrzostw Europy i wielokrotna rekordzistka kraju w różnych konkurencjach
- Christina Vukicevic - srebrna medalistka Mistrzostw Świata Juniorów w 2006 roku w biegu przez płotki
- Adrian Proteasa[2] - rumuński olimpijczyk, skoczek wzwyż